# 伊尼亞齊奧·盧波
伊尼亞齊奧·盧波（義大利語：Ignazio Lupo，發音：[iɲˈɲattsjo ˈluːpo]；1877年3月21日—1947年1月13日），有些記錄認為他的真實姓氏為伊尼亞齊奧·薩耶塔（Ignazio Saietta），綽號野狼盧波（英語：Lupo the Wolf），生於義大利王國西西里巴勒莫，義大利裔美國黑手黨犯罪份子。在1900年代，他是紐約市小義大利的幫派犯罪頭目，合併了來自莫雷諾犯罪家族的幫派份子，在南布朗克斯與東哈林建立了他的幫派勢力，成為紐約市黑手黨的領袖人物。
曾經涉嫌參與至少60起謀殺案件，他在美國黑手黨內長期掌權，一直到由查理·盧西安諾主導的全國犯罪集團興起，他因此被迫退休，交出地盤。

## 生平
生於巴勒莫，父親為羅科·盧波（Rocco Lupo），母親為奧諾弗里婭·薩耶塔（Onofria Saietta）。他在某些場合會使用母姓，自稱為伊尼亞齊奧·薩耶塔（Ignazio Saietta）。
自十歲開始，他在巴勒莫的乾貨店工作。1898年10月，他射殺了一位商業上的競爭對手薩爾瓦托雷·莫雷洛（Salvatore Morello），起因據說是他們在商店中起了衝突，薩爾瓦托雷·莫雷洛用短刀攻擊他，盧波出於自衛而反擊。在這起事件後，為了躲避追緝，伊尼亞齊奧·盧波告別父母，離開西西里。短暫居住過英國利物浦，加拿大蒙特婁，與美國水牛城，他在1898年到達紐約市。
1899年，根據在他店中工作的人的證辭，在西西里舉行缺席審判，判決盧波的蓄意謀殺罪成立。但他並沒有回到義大利服刑。
跟他的表兄撒塔（Saitta）合作，盧波在紐約市曼哈頓區72街開設商店。因為兩人意見不合，盧波把他的生意搬到布魯克林。1901年，他在9王子街（9 Prince Street）開了一間小的進口商品店，同時在8王子街（8 Prince Street）經營一間酒吧（saloon）。1902年，他的父親羅科·盧波移民到美國，在39街開設雜貨店。大約在這時候，以義大利移民為目標，他開始從事被稱為黑手勒索的勒索犯罪。
1902年，朱塞佩·莫雷洛買下8王子街（8 Prince Street）的一間酒吧，地點臨近他之前在這經營的酒吧附近。由於他在小義大利的勢力，兩人很快形成結盟關係。1903年，盧波與莫雷洛同母異父的妹妹，撒瓦翠絲·特拉諾瓦（Salvatrice Terranova）結婚。1990年代初期，兩人將各自的幫派手下，結合為一，形成莫雷洛犯罪家族。盧波仍然保持他在小義大利的地盤，將幫派的領導權交給朱塞佩·莫雷洛。
在1900年至1910年間，他曾經被懷疑涉及超過60件謀殺案，但都未被起訴。直到1910年，美國特勤局破獲他在卡茨基爾山大規模仿冒美元的基地，將他逮捕起訴。他被判刑30年，在亞特蘭大聯邦監獄服刑。在1920年6月30日，他獲准假釋。在獲得假釋之後，盧波提出申請，希望回到義大利探親旅遊，但受限於假釋法令，無法成行。1922年，美國總統哈定以行政命令，准許他出國旅行。附帶條件是要他遠離犯罪，如果發現與犯罪份子接觸，美國總統可以直接下令讓他回到監獄。
在1930年代，全國犯罪集團興起後，下令盧波交出他的地盤，只允許他在布魯克林保留一間賭場。盧波的反應極為暴怒，全國犯罪集團同意默許他在地盤內繼續收取保護費的行為。
1936年，紐約州州長赫伯特·H·莱曼請求美國總統富兰克林·德拉诺·罗斯福下令，取消他的假釋。他回到亞特蘭大監獄，服完剩下的刑期。在出獄後，他回到布魯克林，在1947年過世。

## 流行文化
在電影《教父2》出現的黑手黨老大唐·費努奇（Don Fanucci），人物原型來自伊尼亞齊奧·盧波。